# Wye
A Wye (walesiül: Afon Gwy) Nagy-Britannia ötödik leghosszabb folyója, Wales és Anglia határán. Völgye jelentős természetvédelmi és üdülési terület.

## Nevének eredete
A folyó római kori neve Vaga volt, ami a latin vagus szóból származik, amelynek jelentése kósza vagy vándor. Az 1836-os úgynevezett Tithe térképek említést tesznek Vagas nevű mezőkről mind Whitchurch mind Chepstow határában. A folyó mai walesi neve, Gwy valószínűleg a régi walesi Gwybiol vagy Gwyr átalakulásával jött létre (jelentése ferde dombok között kanyargó).

## Leírása
A folyó a walesi hegyvidéken Plynlimon mellett ered. Érinti Wales számos jelentős települését (Rhayader, Builth Wells, Hay-on-Wye, Hereford, Ross-on-Wye, Symonds Yat, Monmouth és Tintern), majd Chepstow mellett a Severn esztuáriumába torkollik. A folyó hossza 215 km. Redbrook és Chepstow között  folyó képezi az Anglia és Wales közötti természetes határvonalat.
Főbb mellékvizei a Lugg, Arrow, Elan, Dulas, Irfon, Marteg, Monnow, Trothy, Ithon, Llynfi, Letton, Tarennig és Bidno.
A Wye kiemelkedő tudományos és természetvédelmi jelentőségű folyó Nagy-Britanniában. A folyásának alsó része kiemelkedő szépségű természeti területnek (angolul: Area of Outstanding Natural Beauty) számít. A Wye nagyrészt szennyeződésmentes. Jelentős pisztráng populáció él benne, habár a túlzott halászat miatt az utóbbi években jelentősen megcsappant az állomány.
A folyó rendkívül népszerű a kenusok köreiben köszönhetően sekély medrének. Coed Hafren és Chepstow között a folyó partján turistautat alakítottak ki, az úgynevezett Wye Valley Walk-ot.

## Fordítás
- Ez a szócikk részben vagy egészben  a   River Wye című angol Wikipédia-szócikk ezen változatának fordításán alapul.  Az eredeti cikk szerkesztőit annak laptörténete sorolja fel. Ez a jelzés csupán a megfogalmazás eredetét és a szerzői jogokat jelzi, nem szolgál a cikkben szereplő információk forrásmegjelöléseként.